# Фоноймоана, Эрик
Эрик Фоноймоана (англ. Eric Fonoimoana; родился 7 июня 1969) ― американский волейболист, выигравший золотую медаль на Олимпийских играх 2000 года. Партнёром Фоноймоана на ней был Дейн Блантон. Он заработал около 1 миллиона долларов, играя в пляжный волейбол. Играл в течение более 18 лет и принял участие в 200 турнирах. Фоноймоана выигрывал по меньшей мере один турнир каждый год на протяжении семи лет в период с 1998 по 2004, был назван самым ценным игроком лиги АВП. Входит в ТОП-10 игроков данного турнира за всё время его существования.
Родился в Манхэттен-Бич, Калифорния, учился в Калифорнийском университете в Санта-Барбаре, где стал членом Сигма Чи братства.
2002 год был для Фоноймоана пиком карьеры:он дошёл до финалов различных чемпионатов шесть раз и выиграл четыре титула вместе со своим партнёром Даксом Холдреном. В этом же году Фоноймоана был назван самым ценным игроком лиги АВП.
Весной 2000 года, Фоноймоана основал детский благотворительный фонд , который помогает детям бедных районов преуспевать в школе, игре в волейбол и в других видах легкой атлетики. Фонд помог более 2450 детей узнать о важности образования и занятий физической культурой.
Фоноймоана покинул большой спорт и теперь является специалистом по торговле недвижимостью в Южной бухте Лос-Анджелес, Калифорния. Он по-прежнему остается активным участником волейбольного онлайн-сообщества с помощью интерактивных обучающих программ на волейбольном веб-сайте Volleyball 1on1.com, где ведёт видео-раздел, обучающий игре в волейбол.